# Michael Behe
Michael J. Behe (/ˈbiːhiː/), nascido em 18 de janeiro de 1952, é um bioquímico estadunidense, autor e defensor da pseudociência conhecida como design inteligente. Ele é professor de bioquímica na Universidade Lehigh e membro sênior do Centro de Ciência e Cultura do Discovery Institute.
Behe é mais conhecido como um defensor da validade do argumento da complexidade irredutível, que afirma que algumas estruturas bioquímicas são complexas demais para serem explicadas por mecanismos evolutivos conhecidos e, portanto, provavelmente resultado de design inteligente. Behe testemunhou em vários casos judiciais relacionados ao design inteligente, incluindo o caso Kitzmiller v. Dover Area School District, onde suas opiniões foram citadas na sentença final, que decidiu que o design inteligente não é ciência e é de natureza religiosa.
As alegações de Behe sobre a complexidade irredutível das estruturas celulares essenciais foram rejeitadas pela grande maioria da comunidade científica e seu próprio departamento de biologia na Universidade de Lehigh publicou uma declaração repudiando as opiniões de Behe e o design inteligente.

## Publicações
- Darwin devolves: the new science about DNA that challenges evolution. New York: HarperOne. 2019. ISBN 9780062842619[9][10]
- The Edge of Evolution: The Search for the Limits of Darwinism. Free Press. ISBN 978-0-7432-9620-5
- Science and Evidence for Design in the Universe (Anais do Instituto Wethersfield), 1999. ISBN 0-89870-809-5
- A caixa-preta de Darwin: O desafio da Bioquímica à teoria da evolução. Rio de Janeiro: Zahar, 1997. ISBN 85-7110-412-3[11]